# Chaud les glaçons !
Chaud les glaçons ! est une émission de télévision française pour la jeunesse présentée par Philippe Giangreco et Cerise Leclerc et diffusée chaque mercredi après-midi à partir de 14 h 30 sur Antenne 2 du 7 septembre 1988 au 21 juin 1989.

## Dessins animés
- Julie et Stéphane
- Voltron
- Les Maîtres de l'univers
- Les Schtroumpfs
- Les Ewoks
- Lisa ou le Rêve olympique
- Les Pitous
- Bécébégé
- Inspecteur Duflair

## Séries télévisées
- Les Années collège
- Euroclic